# روپر تکنولوژیز
روپر تکنالوجیز (انگلیسی: Roper Technologies) شرکت خوشه‌ای آمریکایی است، که در سال ۱۸۰۰ تأسیس شد.